# Comunitatea musulmană din București
În România în general, în orașele mari în particular și în București în special a existat o comunitate musulmană tradițională, alcătuită în secole, datorată poziției geografice a țării, vremelnicelor ocupații otomane și interacțiunii pașnice sau războinice cu popoare și populații musulmane.
Această comunitate a fost predominant compusă etnic din turci și tătari, așa cum era firesc.
În anii 60-70-80, politica Statului Român fiind orientată în mod deosebit pe Spațiul Arab, Orientul Apropiat și țări nealiniate, imigrația musulmană a crescut spectaculos, prin programele burselor de studii oferite de Stat și prin încurajarea stabilirii în România a străinilor din statele partenere.
După 1990, oportunitățile de afaceri au creat centre de interes care au adus noi cetățeni de confesiune musulmană.
Astfel s-a constituit o comunitate eterogenă, atât din punct de vedere al cetățeniei – sirieni, irakieni, palestinieni, libanezi, iordanieni, algerieni, egipteni, libieni, tunisieni, marocani, somalezi, nigerieni, pakistanezi cât și din punct de vedere al confesiunii – suniți, șiiți, aleviți, alawiți, ahmazi, ismailiți, druzi.
Subcomunități s-au constituit pe aceste criterii.
Odată cu înăsprirea condițiilor oferite de mediul de afaceri, numărul musulmanilor a suferit o regresie accentuată însă, existând un număr însemnat de familii mixte și de cetățeni străini care au dobândit cetățenia română și au dezvoltat afaceri, populația în chestiune s-a stabilizat și este prezentă într-un număr important.

## Statistică
Conform datelor Recensământului Populației și Locuințelor din 2011, în România au fost recenzați 64.337 de musulmani, din care 43.279 în județul Constanța și 9.037 în Municipiul București.
În conformitate cu același recensământ, numărul național al musulmanilor, 64.337, este compus astfel:
- 26.903 turci;
- 20.060 tătari;
- 6.281 români;
- 3.356 romi;
- 6.906 alte etnii.

Dacă vom considera că din cei 6.281 de români musulmani, cea mai mare parte o reprezintă imigranți care au dobândit cetățenia română și că majoritatea celor 6.906 de alte etnii e constituită din rezidenți care au declarat etnia reală, avem un efectiv cuprins între 10.000 și 15.000 de musulmani naturalizați la scară națională.
Luând în considerare numărul instituțiilor de cult, școlilor străine care țin de state cu populație musulmană și volumul cererii de cetățenie și rezidență română, este posibil ca numărul musulmanilor din România să fie sensibil mai mare (200,000 estimează unele statistici).

## Descriere
Comunitatea musulmană cuprinde credincioșii musulmani dintr-o zonă (cartier sau localitate) și este condusă administrativ de un comitet compus din 5-7 membri aleși pe o perioadă de timp.
Comunitatea musulmană din București este relativ nouă și destul de cosmopolită, având în vedere componența etnică diversă a membrilor săi. Este de menționat faptul că, în general, o comunitate musulmană se structurează în jurul unei moschei, care reprezintă lăcașul de cult unde sunt îndeplinite zilnic ritualuri de grup specifice religiei islamice.
Pentru foarte multe sute de ani, Bucureștiul nu a avut o comunitate musulmană, chiar dacă se afla la limita “spațiului Islamic”, fiind secole chiar sub suzeranitatea Imperiului Otoman. De altfel, prima moschee edificată în București nu a fost construită de musulmani, ci de autoritățile române – prin persoana Regelui Carol I al României. Ea servea în primul rând, reprezentanților diplomatici ai Imperiului Otoman la București, după recunoașterea independenței României.
Pană în 1989, musulmanii din București aveau un singur lăcas de cult, și anume Geamia din București, ce se află în sectorul 5, în zona “Eroii Revoluției”, strada Mănescu nr. 3. La aceeași adresă se află oficial și sediul administrativ al “Comunității Musulmane din București” – ca parte componentă a Cultului Musulman din România.
După anul 1989, având în vedere reorientarea României către valorile europene privind dreptul la libertatea de gândire și exprimare a convingerilor religioase, precum și a dreptului la liberă asociere, musulmanii din București s-au asociat în diferite organizații neguvernamentale – înființând asociații și fundații având drept scop dezvoltarea de servicii religioase pentru comunitate. Astfel, a luat naștere o adevărată societate civilă musulmană în București, ale cărei eforturi s-au concretizat prin construirea, în 1994, a primului lăcaș de cult construit de musulmanii din București, Moscheea Ar Rahman, cunoscută ca și Moscheea din Crângași. 
Moscheea Ar Rahman este situată în cartierul Crîngași, pe strada Munții Gurghiului nr. 50-52, sector 6. Specific pentru moscheile din București este faptul ca sunt administrate și întreținute de fundațiile care le-au și edificat.

## Instituții de cult, școli, institute culturale
Actualmente, în București funcționează următoarele moschei:
-	Moscheea Carol-Hunchiar (sunnită) cu sediul în București, strada Constantin Mănescu nr. 3, sector 5 – administrată direct de Muftiatul Cultului Musulman din România.
-	Moscheea Ar Rahman din Crângași (sunnită) cu sediul în București, strada Munții Gurghiului nr. 50-52, sector 6 – administrată de Fundația Centrul Cultural Islamic Semiluna, imam Ahmed Mazhar Nakechbandi, de profesie laică medic cardiolog, personaj activ și în media.
-	Moscheea Al-Quds din Colentina (sunnită) cu sediul în București, strada Fabrica de Gheață nr. 14, sector 2 – administrată de asociația Liga Islamică și Culturală din România, condusă de Dr. Fariz Allaqta.
- Moscheea Taiba din Colentina (sunnită) cu sediul în București, strada Șoseaua Colentina nr.373 administrată de asociația Liga Islamică și Culturală din România, Asociația Surorilor Musulmane și Islamul Azi.
-	Moscheea din Fundeni (sunnită) cu sediul în București, Șoseaua Fundeni nr. 9, sector 2, administrată de Fundația de Servicii Islamice din România.
-	Moscheea Taqwa din “Timpuri Noi” (sunnită) cu sediul în București, strada Nerva Traian nr. 27-33, sector 3 – administrată de asociația Centrul Cultural Islamic Al Taqua.
- Moscheea Ahlul Beit (șiită) cu sediul în București, Stoicescu Atanase Economu, nr. 3, sector 6
- Moscheea din Voluntari (șiită) cu sediul în Voluntari - Voluntari, Str.I.L.Caragiale, nr.80A  administrată de Poarta Cunoasterii

- Moscheea Ayash (sunnită) cu sediul în București, paralel cu Politehnica si langa Universitatea Ecologica
- Moscheea İbadullah (İbadullah Camii) (sunnită) cu sediul în Voluntari, Bulevardul Voluntari, nr104 - administrată de Fundatia Umanitara Balcani (Balkan Vakfı Romanya)
Pe lângă aceste lăcașuri de rugăciune – construite de la început cu destinația de moschee, societatea civilă musulmană a închiriat diferite imobile din București, ce nu au destinația de moschee, lăcașuri ce deservesc musulmanii din zonele unde nu există un lăcaș de cult. Printre aceste locații menționăm:
-	Centrul Cultural Islamic Islamul Azi din București, Șoseaua Colentina nr. 373, sector 2.
-	Centrul Ayas din București din București, Șoseaua Vasile Milea nr. 1, sector 6.
-   Centrul Cultural Ierusalim (organizație palestiniană).
Societatea civilă islamică din București, prin asociațiile și fundațiile ce administrează aceste moschei, a dezvoltat programe culturale, educaționale, sociale și religioase destinate membrilor comunității musulmane, concretizate prin înființarea unor școli confesionale, tipărirea de cărți și broșuri și demararea de campanii antidiscriminare.
De notat că în jurul fiecărui nucleu comunitar, constituit de moschee, funcționează un complex aparat compus din școală, spital, agent de protecție socială, animator artistic și cultural, sistem de întrajutorare. Fiecare nucleu a creat locuri de muncă și a rezolvat probleme comunitare, degrevând de multe ori Statul.
Parte din personalul lucrător este constituit din musulmani români de etnie turcă sau tătară.
În București există și o sumă importantă de școli arabe, nu în mod determinat musulmane, dar care se adresează cererii comunității și în care se studiază și religie.
Astfel, pe lângă Moscheea Ar Rahman, patronată de Centrul Cultural Islamic Semiluna, funcționează Școala Ar Rahman, pe lângă Moscheea Ligii Islamice – Jerusalem School, administrată de Rifat Cetin, musulman tătar.
În Capitală funcționează Școala Iordaniană, Școala Siriană, Școala Palestiniană, Școala Libaneză, Școala Irakiană. De notat faptul că aceste școli nu sunt destinate exhaustiv cetățenilor din țările respective, o parte din cursanți fiind de alte cetățenii și naționalități.
În egală măsură, moscheile, școlile și instituțiile culturale sunt frecventate și de rezidenți proveniți din afara Spațiului Arab, anume din Iran, Afghanistan, Pakistan, Bangladesh, Indonezia, Malaysia, Africa, Asia centrală, Bosnia și Herțegovina, Cecenia, kurzi, Albania, musulmani de origine slavă, romi musulmani etc.
Cu toate acestea, comunitatea și subcomunitățile musulmane nu practică un misionarism agresiv și nu funcționează ca instituții de propagandă.